# Swann Arlaud
Swann Arlaud (Fontenay-aux-Roses, 25 marzo 1981) è un attore francese.

## Biografia
Arlaud è cresciuto in una famiglia di professionisti nel mondo del cinema; figlio della direttrice di casting e regista teatrale Tatiana Vialle e dello scenografo Yan Arlaud. Suo nonno materno è l'attore francese Max Vialle, mentre il nonno paterno è stato lo sceneggiatore svizzero Rodolphe-Maurice Arlaud. Nel 2017 diventa genitore con la nascita di suo figlio.
Dopo vari ruoli secondari nel cinema, viene notato in film come Belle épine e Emotivi anonimi. Nel 2015, ha acquisito notorietà con i suoi ruoli nei film Les Anarchistes e Ni le ciel ni la terre. Nel 2018 ha vinto il premio César come miglior attore per il suo ruolo in Petit paysan - Un eroe singolare. Nel 2020 e 2023 vince nuovamente il Premio César per miglior attore non protagonista per il ruolo di Emmanuel in Grazie a Dio e di Vincent in Anatomia di una caduta. Arlaud debutta come regista nei cortometraggi Venerman (2017) e Zorey (2021), entrambi scritti insieme alla madre. Il secondo dei quali viene presentato al Festival di Cannes.
Arlaud si è spesso fatto portavoce di problemi sociali e politici. Si presentò ai Premi César 2018, assieme ad altre celebrità francesi, con un fiocco bianco a supporto del Movimento MeToo. Sempre sul tema delle violenze sessuali nel mondo del cinema, fa parte degli artisti francesi che denunciarono apertamente la condotta di Gérard Depardieu dopo che venne accusato di stupro da diverse donne. Insieme, fra gli altri, ai registi Justine Triet, Arthur Harari (con i quali, nel 2023, ha collaborato per il film Anatomia di una caduta, scritto da Harari e diretto dalla Triet), Céline Sciamma e all'attrice Adèle Haenel, Arlaud firmò una lettera pubblicata sul giornale francese l'Humanité domandando un cessate il fuoco e la sospensione dei bombardamenti israeliani sui civili palestinesi nella Striscia di Gaza a seguito del 7 ottobre 2023, chiedendo inoltre una liberazione del territorio palestinese e l’istituzione di un corridoio umanitario.

## Filmografia

### Cinema
- Giochi d'artificio (Jeux d'artifices), regia di Virginie Thévenet (1987)
- La Révolte des enfants, regia di Gérard Poitou-Weber (1992)
- Les Âmes grises, regia di Yves Angelo (2005)
- Le Temps des porte-plumes, regia di Daniel Duval (2006)
- Les Aristos, regia di Charlotte de Turckheim (2006)
- Un cœur simple, regia di Marion Laine (2008)
- La Femme invisible, regia di Agathe Teyssier (2009)
- Le Bel Âge, regia di Laurent Perreau (2009)

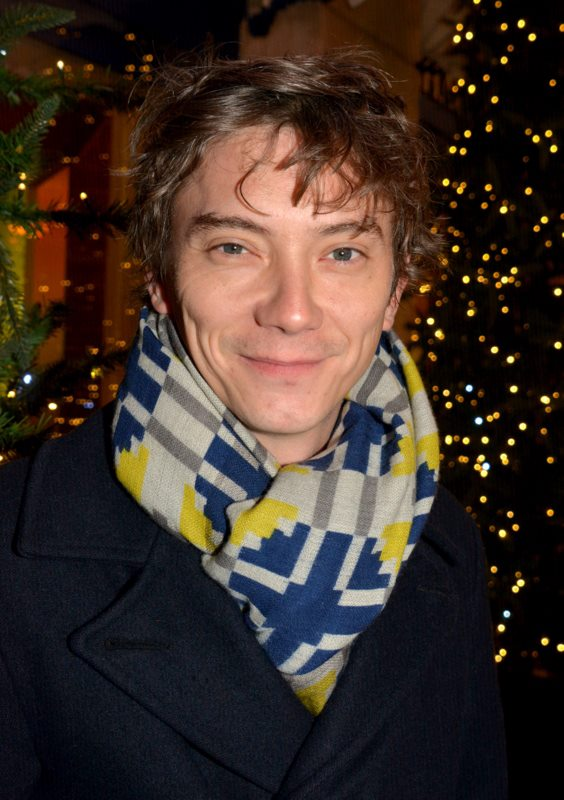
Arlaud nel 2016

- L'ultimo volo (Le Dernier vol), regia di Karim Dridi (2009)
- Vento di primavera (Le Rafle), regia di Roselyne Bosch (2010)
- Réfractaire, regia di Nicolas Steil (2010)
- Adèle e l'enigma del faraone (Les Aventures extraordinaires d'Adèle Blanc-Sec), regia di Luc Besson (2010)
- Belle Épine, regia di Rebecca Zlotowski (2010)
- Emotivi anonimi (Les Émotifs anonymes), regia di Jean-Pierre Améris (2010)
- L'Autre Monde, regia di Gilles Marchand (2010)
- Ne nous soumets pas à la tentation, regia di Cheyenne Carron (2011)
- Elles, regia di Małgorzata Szumowska (2012)
- L'uomo che ride (L'Homme qui rit), regia di Jean-Pierre Améris (2012)
- Crawl, regia di Hervé Lasgouttes (2013)
- Michael Kohlhaas, regia di Arnaud des Pallières (2013)
- Bon rétablissement!, regia di Jean Becker (2014)
- Bouboule, regia di Bruno Deville (2014)
- Élixir, regia di Brodie Higgs (2015)
- Les Anarchistes, regia di Élie Wajeman (2015)
- Ni le ciel ni la terre, regia di Clément Cogitore (2015)
- Baden Baden, regia di Rachel Lang (2016)
- The End, regia di Guillaume Nicloux (2016)
- Una vita (Une vie), regia di Stéphane Brizé (2016)
- La Prunelle de mes yeux, regia di Axelle Ropert (2016)
- Satire dans la campagne, regia di Marc Large (2017)
- Petit paysan - Un eroe singolare (Petit paysan), regia di Hubert Charuel (2017)
- Grazie a Dio (Grâce à Dieu), regia di François Ozon (2019)
- Perdrix, regia di Erwan Le Duc (2019)
- Come sono diventato un supereroe (Comment je suis devenu super-héros), regia di Douglas Attal (2020)
- Anatomia di una caduta (Anatomie d'une chute), regia di Justine Triet (2023)

### Televisione
- D'Artagnan e i tre moschettieri (D'Artagnan et les Trois Mousquetaires) – serie TV, 2 episodi (2005)
- Les monos – serie TV, 1 episodio (2005)
- Groupe flag – serie TV, 1 episodio (2005)
- L'ordre du temple solaire – film TV, regia di Arnaud Sélignac (2005)
- Il giudice e il commissario (Femmes de loi) – serie TV, 1 episodio (2005)
- Il commissariato Saint Martin (P.J.) – serie TV, 2 episodi (2004-2007)
- Reporters – serie TV, 2 episodi (2007)
- Sur le fil – serie TV, 1 episodio (2007)
- Paris, enquêtes criminelles – serie TV, 1 episodio (2008)
- Spiral (Engrenages) – serie TV, 7 episodi (2008)
- Central Nuit – serie TV, 1 episodio (2008)
- Nicolas Le Floch – serie TV, 1 episodio (2008)
- Les Bleus, premiers pas dans la police – serie TV, 1 episodio (2009)
- Xanadu - Una famiglia a luci rosse (Xanadu) – serie TV, 8 episodi (2011)
- La joie de vivre – film TV, regia di Jean-Pierre Améris (2012)
- Delitto a Saint-Malo (Meurtres à Saint-Malo) – film TV, regia di Lionel Bailliu (2013)
- Paris – serie TV, 2 episodi (2015)
- En immersion – miniserie TV, 3 episodi (2015)

## Riconoscimenti
- 2016 – Premio César
  - Candidatura per la migliore promessa maschile per Les Anarchistes
- 2018 – Premio César
  - Miglior attore per Petit paysan – Un eroe singolare
- 2018 – Premio Lumière
  - Candidatura per il miglior attore per Petit paysan – Un eroe singolare

## Doppiatori italiani
Nelle versioni in italiano nelle opere in cui ha recitato Swann Arlaud è stato doppiato da:
- Alessio Nissolino in Emotivi anonimi
- Fausto Paravidino in Xanadu - Una famiglia a luci rosse
- Federico Zanandrea in Elles
- Alessandro Capra in Una vita
- Davide Perino in Petit paysan - Un eroe singolare
- Fabrizio Manfredi in Grazie a Dio
- Lorenzo De Angelis in Come sono diventato un supereroe
- Giorgio Borghetti in Anatomia di una caduta